# Mangifera dongnaiense
Mangifera dongnaiense är en sumakväxtart som beskrevs av Jean Baptiste Louis Pierre. Mangifera dongnaiense ingår i släktet Mangifera och familjen sumakväxter. Inga underarter finns listade i Catalogue of Life.